# Anthobiodes angustus
Anthobiodes angustus es una especie de  coleóptero de la familia Chrysomelidae. Fue descrita en 1876 por Allard.